# 玉簪叶韭
玉簪叶韭（学名：Allium funckiaefolium）是葱科葱属的植物，是中国的特有植物。分布在中国大陆的四川、湖北等地，生长于海拔1,500米至2,300米的地区，一般生长在阴湿山沟，目前已由人工引种栽培。